# Mutsumi Ueda
Mutsumi Ueda (en japonais : 植田睦), née le 25 janvier 1972, est une judokate japonaise.

## Carrière
Mutsumi Ueda est médaillée d'or dans la catégorie des moins de 52 kg aux Jeux asiatiques de 1990 à Pékin. Elle participe aux Championnats du monde de judo 1991 à Barcelone où elle remporte la médaille de bronze contre la Française Fabienne Boffin. Elle est médaillée d'argent dans la même catégorie aux Championnats d'Asie de judo 1991 à Osaka.